# William Stanton
William Sidney "Will" Stanton (18 de setembre de 1885 - 18 de desembre de 1969) va ser un actor de personatges nord-americà, la carrera del qual va abastar els primers vint-i-cinc anys de l'era del cinema sonor. Stanton va entrar a la indústria cinematogràfica al final de l'era del cinema mut el 1927, apareixent en diversos curtmetratges per a Hal Roach Studios. Va debutar en un llargmetratge amb un petit paper a la pel·lícula muda de Raoul Walsh de 1928, Sadie Thompson, protagonitzada per Gloria Swanson, Lionel Barrymore i Walsh. Durant els 20 anys següents apareixerà en altres 70 pel·lícules, la majoria en papers petits i secundaris.
Pel·lícules notables en les quals va aparèixer inclouen: la versió de 1933 d'Alice in Wonderland, compartint repartiment amb Cary Grant, W.C. Fields, Gary Cooper i Edward Everett Horton; el clàssic Rebel·lió a bord (1935), protagonitzat per Charles Laughton i Clark Gable; i l'adaptació cinematogràficament el 1936 del clàssic de James Fenimore Cooper El darrer dels Mohicans, dirigida per George B. Seitz, i protagonitzada per Randolph Scott; The Prince and the Pauper (1937), protagonitzada per Errol Flynn i Claude Rains; el clàssic de Howard Hawks de 1941 El sergent York, amb Gary Cooper; i El fantasma i la senyora Muir (1947), dirigida per Joseph L. Mankiewicz, i protagonitzada per Gene Tierney, Rex Harrison, i George Sanders. La seva última aparició a la gran pantalla seria com a taxista a la comèdia romàntica Adam's Rib, dirigida per George Cukor i protagonitzada per Spencer Tracy i Katharine Hepburn. Stanton faria una darrera actuació com a actor, apareixent en un episodi de la televisió Schlitz Playhouse el 1954. Stanton va morir el 18 de desembre de 1969 a Los Angeles, Califòrnia, i va ser enterrat al Forest Lawn Memorial Park a Glendale.

## Filmografia
Per la base de dades de l'AFI
- With Love and Hisses (curtmetratge de 1927) - Sleeping Soldier (sense acreditar)
- Sailors, Beware! (curtmetratge de 1927) - Baron Behr (sense acreditar)
- Sadie Thompson (1928) - Quartermaster Bates
- The Return of Dr. Fu Manchu (1930) - Curious Passerby at Fu's Funeral (sense acreditar)
- Paradise Island (1930) - Limey
- Two Gun Man (1931) - Kettle-Belly (sense acreditar)
- Pardon Us (1931) - Insurgent Convict (sense acreditar)
- I Surrender Dear (1931 short) - George Dobbs (sense acreditar)
- Any Old Port! (curtmetratge de 1932) - Drunk
- Roar of the Dragon (1932) - Sailor Sam
- Me and My Gal (1932) - Drunk (sense acreditar)
- Cavalcade (1933) - Tommy Jolly - in the Show (sense acreditar)
- Sailor's Luck (1933) - J. Felix Hemingway
- Hello, Sister! (1933) - Drunk
- Alice in Wonderland (1933) - Seven of Spades (sense acreditar)
- Pursued (1934) - Ticket Agent (sense acreditar)
- The Man Who Reclaimed His Head (1934) - Drunk Soldier (sense acreditar)
- Baby Face Harrington (1935) - Drunken Prisoner (sense acreditar)
- Escapade (1935) - Singer (sense acreditar)
- The Irish in Us (1935) - Drunk at Fight (sense acreditar)
- Atlantic Adventure (1935) - Steward (sense acreditar)
- Bad Boy (1935) - Racker in Pool Hall (sense acreditar)
- The Man Who Broke the Bank at Monte Carlo (1935) - Drunken Waiter (sense acreditar)
- Annie Oakley (1935) - Drunk (sense acreditar)
- Rebel·lió a bord (1935) - Portsmouth Joe (sense acreditar)
- Fury (1936) - Drunk Leaving Bar (sense acreditar)
- The Blackmailer (1936) - Nick (sense acreditar)
- The Last of the Mohicans (1936) - Jenkins
- The Gentleman from Louisiana (1936)
- White Hunter (1936) - Harry
- Lloyd's of London (1936) - Smutt
- The Prince and the Pauper (1937) - Man in Crowd (sense acreditar)
- Affairs of Cappy Ricks (1937) - Steward (sense acreditar)
- Another Dawn (1937) - John's Caddy (sense acreditar)
- Big City (1937) - Comet Cab Driver (sense acreditar)
- International Crime (1938) - Lush
- Four Men and a Prayer (1938) - Cockney in Marlanda
- Straight Place and Show (1938) - Truck Driver - Syd Robins
- Devil's Island (1939) - Bobo
- The Little Princess (1939) - Groom
- Captain Fury (1939) - Bertie Green
- Fast and Furious (1939) - Waiter (sense acreditar)
- We Are Not Alone (1939) - Mr. Deane (sense acreditar)
- The Devil and Miss Jones (1941) - Pickpocket at Precinct House (sense acreditar)
- Broadway Limited (1941) - Cafe Customer (sense acreditar)
- El sergent York (1941) - Cockney Soldier (sense acreditar)
- Charley's Aunt (1941) - Messenger
- International Squadron (1941) - Minor Role (sense acreditar)
- Reap the Wild Wind (1942) - Rat-Faced Man (sense acreditar)
- This Above All (1942) - Bartender (sense acreditar)
- It Ain't Hay (1943) - Drunk (sense acreditar)
- Thumbs Up (1943) - Workman (sense acreditar)
- The Man from Down Under (1943) - Bettor (sense acreditar)
- Thank Your Lucky Stars (1943) - Pub Character in Errol Flynn Number (sense acreditar)
- The Lodger (1944) - Newsboy (sense acreditar)
- Shine on Harvest Moon (1944) - Drunk (sense acreditar)
- Mr. Skeffington (1944) - Sid Lapham (sense acreditar)
- The Canterville Ghost (1944) - Stonemason (sense acreditar)
- Our Hearts Were Young and Gay (1944) - Cockney Cabin Steward (sense acreditar)
- Lost in a Harem (1944) - Plain Native in Café (sense acreditar)
- A Guy, a Gal and a Pal (1945) - Barclay
- Son of Lassie (1945) - Dog Trainer (sense acreditar)
- Nob Hill (1945) - Tourist at Wax Museum (sense acreditar)
- Confidential Agent (1945) - Miner (sense acreditar)
- To Each His Own (1946) - Funny Little Waiter (sense acreditar)
- Renegades (1946) - Barfly (sense acreditar)
- Wife Wanted (1946) - Squint (sense acreditar)
- El fantasma i la senyora Muir (1947) - Porter (sense acreditar)
- The Exile (1947) - Tucket
- Forever Amber (1947) - Dead Eye (sense acreditar)
- Slightly French (1949) - Cockney Barker (sense acreditar)
- Adam's Rib (1949) - Taxicab Driver (sense acreditar)